# Полька (картина)
«Полька» — картина из коллекции Национального музея в Варшаве (инв. M.Ob.697), атрибутировавшаяся как произведение французского живописца Антуана Ватто. Картина изображает стоящую посреди пейзажа относительно молодую женщину в экзотическом костюме из красного платья и белого чепца — повторяющийся образ, также присутствующий на нескольких картинах и рисунках Ватто, в том числе таких известных, как «Кокетки» («Актёры Французского театра») и «Мечтательница». В отношении изображённого костюма высказывались мнения о его связи с так называемой «модой на Польшу», предположительно бытовавшей в первые десятилетия XVIII века (отсюда традиционное название картины); также высказывались предположения относительно личности изображённой женщины, в частности называлось имя современницы Ватто, артистки «Комеди Франсез» Шарлотты Демар.
В середине XVIII века картина принадлежала видному парижскому коллекционеру Луи Антуану Кроза, барону де Тьеру — племяннику крупного финансиста и мецената, покровителя Ватто Пьера Кроза; вместе с большей частью коллекции Кроза де Тьера «Полька» была приобретена в 1772 году для российской императрицы Екатерины II и на протяжении последующих полутора веков находилась в Эрмитаже в Санкт-Петербурге и позднее (с середины XIX века) в Екатерининском дворце в Царском Селе, откуда была возвращена в Эрмитаж в 1910 году. В 1923 году картина была отдана в собственность польского государства по условиям Рижского договора 1921 года; во время Второй мировой войны картина непродолжительное время находилась в собрании военачальника нацистской Германии Германа Геринга, откуда была возвращена в собственность Польши по окончании войны.
Изображение на полотне восходит к рисунку Ватто, в настоящее время известному по офорту Франсуа Буше, опубликованному в 1726 году в составе «Сборника Жюльена». При этом картина на датирована и не подписана, из-за чего авторство работы вызывает разногласия: на различных основаниях исследователи творчества французского мастера либо принимают его авторство, либо оспаривают таковое; в этой же связи разнятся и датировки произведения — от начала 1710-х до рубежа 1720—1730-х годов.

## Галерея связанных работ

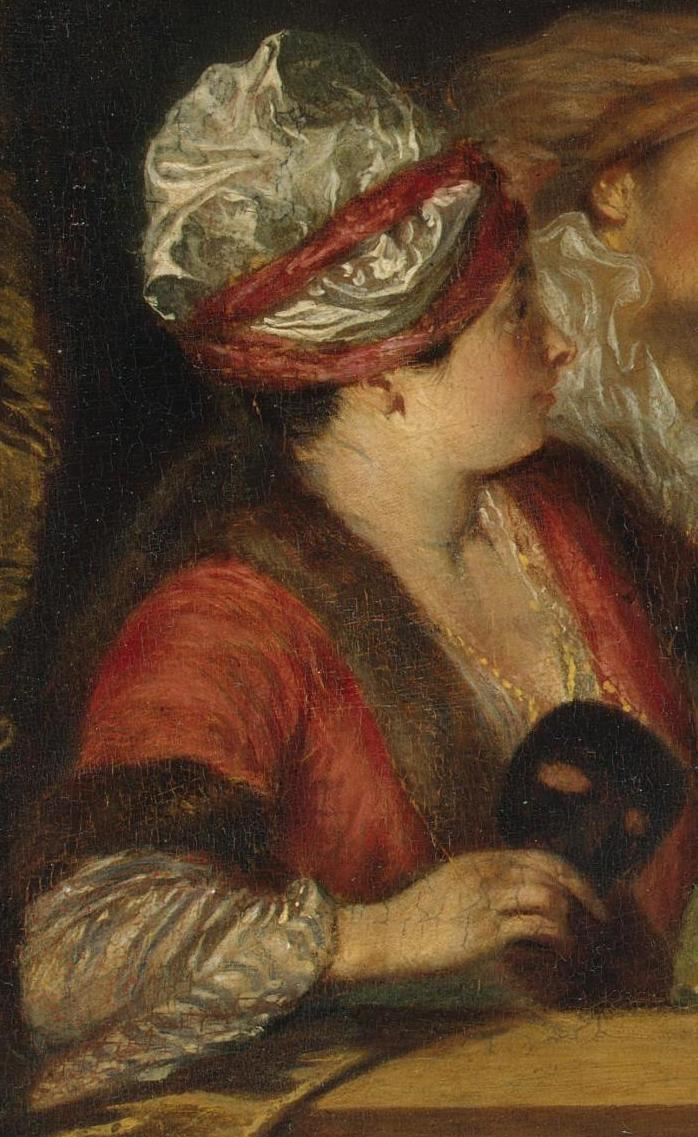
А. Ватто. Кокетки (Актёры Французского театра). Между 1711 и 1718. Деталь Эрмитаж, Санкт-Петербург
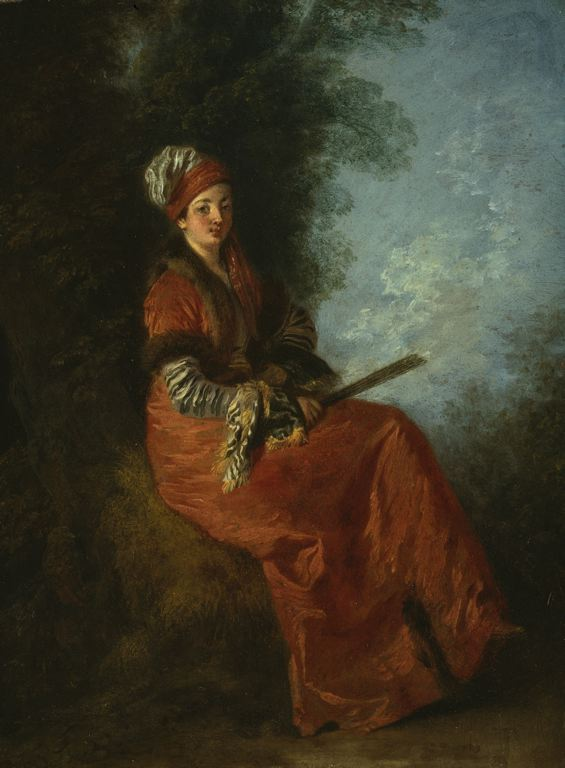
А. Ватто. Мечтательница. Около 1713–1717 Институт искусств, Чикаго
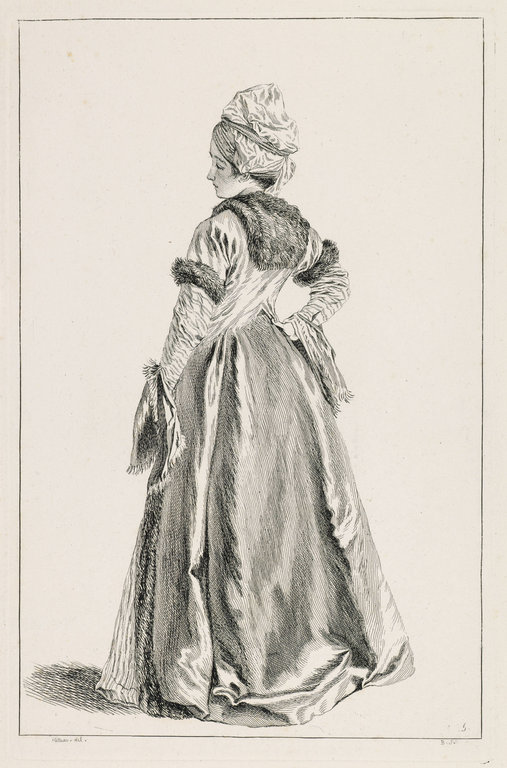
Фр. Буше. Стоящая полька (женская фигура в тюрбане, вид со спины). 1720-е годы. Гравюра с рисунка А. Ватто Лувр, Париж
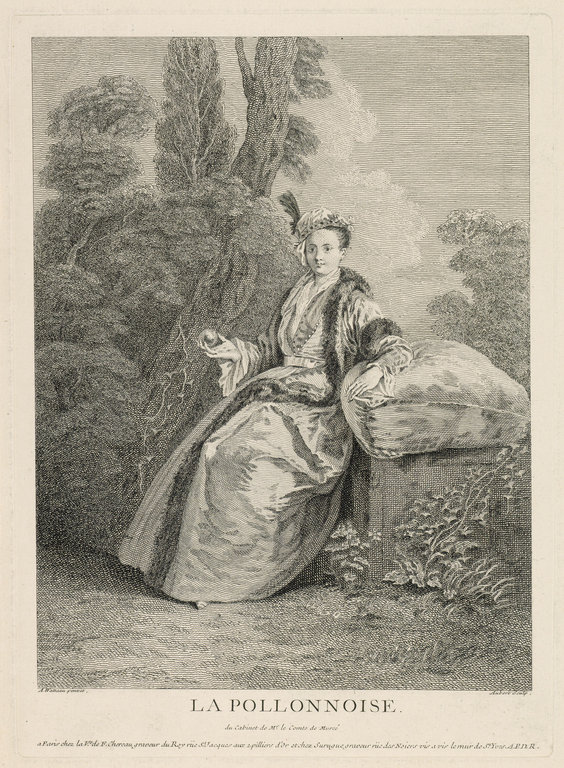
М. Обер[фр.]. Сидящая полька. 1730-е годы. Гравюра с картины А. Ватто Лувр, Париж